# ناحیه دیپ ریور، میشیگان
ناحیه دیپ ریور (به انگلیسی: Deep River Township) یک منطقهٔ مسکونی در ایالات متحده آمریکا است که در شهرستان ارناک، میشیگان واقع شده‌است.
 ناحیه دیپ ریور ۹۲٫۰ کیلومتر مربع مساحت و ۲٬۱۴۹ نفر جمعیت دارد و ۲۲۳ متر بالاتر از سطح دریا واقع شده‌است.